# Наумов, Антон Николаевич
Анто́н Никола́евич Нау́мов (род. 8 мая 1983) — российский актёр театра и кино.

## Биография
Антон Наумов родился в Нарве 8 мая 1983. Выпускник детской театральной студии «16-я комната» (г. Нарва, Эстония).
В 2007 году окончил Санкт-Петербургскую Государственную академию театрального искусства.
В 2007 году принят во МХАТ им. М. Горького.

## Театральные роли

### МХАТ имени Горького
- 2007 — «Прощание в июне» А. В. Вампилова. Режиссёр: Татьяна Доронина — Гомыра
- 2007 «Сокровища Петера» В. Гауфф, режиссёр С. Харлов — Эцехиль
- 2007 «Васса Железнова» М. Горький, режиссёр Б. Щедрин — Алёшка Пятёркин
- 2007 «На Дне» М. Горький, режиссёр В. Белякович — Татарин
- 2007 «Аввакум» В. Малягин, режиссёр Н. Пеньков — Стражник (малая сцена)
- 2007 «Русский Водевиль» Н. Некрасов, В. Соллогуб. Режиссёр: Татьяна Доронина — слуга
- 2007 «Годы Странствий» А. Арбузов, режиссёр Ю. Аксёнов — Солдат у переправы, артиллерист
- 2007 «Униженные и Оскорблённые» Ф. Достоевский. Режиссёр: Татьяна Доронина — Цыган
- 2007 «Дама-Невидимка» П. Кальдерон. Режиссёр: Татьяна Доронина — Горожанин
- 2007 «Заложники любви или Халам-Бунду» Ю. Поляков, режиссёр С. Кутасов — Второй киллер
- 2007 «Теркин — жив и будет» А. Твардовский. Режиссёр: Татьяна Доронина — Солдат
- 2007 «Синяя Птица» М. Метерлинк — Кот
- 2008 «Комедианты Господина» Мольер, режиссёр Т. Доронина — Муаррон
- 2008 «Полоумный Журден» М. Булгаков, режиссёр Т. Доронина — Юбер (госпожа Журден)
- 2008 «Зойкина Квартира» М. Булгаков, режиссёр Т. Доронина — Гость
- 2008 «Красавец Мужчина» А. Островский, режиссёр В. Иванов — Фёдор Петрович Олешунин
- 2009 «Контрольный выстрел» Ю.Поляков, С.Говорухин, режиссёр С. Говорухин — Алексей
- 2009 «Не все коту масленица» А. Островский, режиссёр А. Дмитриев — Ипполит (малая сцена)
- 2009 «Мастер и Маргарита» М. Булгаков, режиссёр В. Белякович — Кот Бегемот
- 2010 «Зойкина Квартира» М. Булгаков, режиссёр Т. Доронина — Сен-Дзин-По (Херувим)
- 2010 «Три Сестры» А.Чехов, режиссёр Вл. И. Немирович-Данченко, режиссёр по возобновлению Т. Доронина — Родэ
- 2014 "Ромео и Джульетта" У. Шекспир, режиссёр Белякович.